# Margaret Evelyn Mauch
 Margaret Evelyn Mauch (* 1. Juni 1897 in De Smet, South Dakota; † 16. November 1987 in Huron, South Dakota) war eine US-amerikanische Mathematikerin und Hochschullehrerin.

## Leben und Forschung
Mauch besuchte öffentliche Grundschulen und weiterführende Schulen in South Dakota. Sie studierte am Huron College (jetzt geschlossen) in Huron, ungefähr dreißig Meilen von De Smet. Nach ihrem Bachelor-Abschluss im Jahr 1919 unterrichtete sie ein Jahr lang an der  Winner High School in Winner (South Dakota) im südlichen zentralen Teil des Staates und war dann ein Jahr lang Schulleiterin der Edgerton High School in Minnesota. Von 1921 bis 1923 besuchte sie die University of Chicago, wo sie 1923 den Master-Abschluss mit einer Arbeit in theoretischer Mechanik erhielt. 1924 bis 1925 unterrichtete sie an der High School in Jacksonville, Florida, und war danach bis 1929 Ausbilderin und Assistenzprofessorin am Randolph-Macon Woman's College (heute: Randolph College) in Lynchburg, Virginia. Sie kehrte an die Universität von Chicago zurück, um ihren Abschluss zu machen. 1938 promovierte sie bei Leonard Eugene Dickson mit der Dissertation: Extensions of Waring's Theorem on Seventh Powers. Sie war von 1934 bis 1942 Leiterin der Mathematikabteilung an der High School in Brookings, South Dakota, 1934–42, und dann bis 1944 Ausbilderin und Assistenzprofessorin am Carleton College in Northfield, Minnesota. Von 1944 bis 1945 war sie Ausbilderin am Michigan State College (jetzt Michigan State University) und wurde 1945 Assistenzprofessorin an der University of Akron, wo sie 1950 zur außerordentlichen Professorin und 1962 zur Professorin befördert wurde. Sie ging 1963 in den Ruhestand, unterrichtete aber weiterhin an der University of Akron und wurde 1966 zur emeritierten Professorin ernannt.

## Veröffentlichungen (Auswahl)
- Extensions of Waring's Theorem on Seventh Powers, University of Chicago, 1941

## Mitgliedschaften
- American Mathematical Society
- Mathematical Association of America (MAA)
- AWM
- Sigma Delta Epsilon
- American Association of University Women
- American Association of University Professors
- Sigma Xi